# Tallsvampmal
Tallsvampmal (Agnathosia sandoeensis) är en fjärilsart som beskrevs av Jan Å. Jonasson 1977. Tallsvampmal ingår i släktet Agnathosia och familjen äkta malar.
Artens utbredningsområde är Sverige. Enligt den svenska rödlistan är arten starkt hotad i Sverige. Arten förekommer på Gotland. Artens livsmiljö är skogslandskap. Inga underarter finns listade i Catalogue of Life.